# Тепловка (Чамзинский район)
Тепло́вка — деревня в Чамзинском районе Республики Мордовия. Входит в состав Апраксинского сельского поселения.

## География
Деревня находится на берегу реки Нуя, на расстоянии примерно 7 км (по прямой) к северу от посёлка городского типа Чамзинка, административного центра района.

## История
Известна с 1863 года как владельческая деревня Ардатовского уезда Симбирской губернии из 16 дворов. Название дано по фамилии владельца Изосима Теплова.

## Население
| 2002 | 2010 |
| ---- | ---- |
| 5    | ↗6   |

### Национальный состав
Согласно результатам переписи 2002 года, в национальной структуре населения русские составляли 80 % из 5 чел.